# Prisoners in Paradise (альбом)
Prisoners in Paradise — пятый студийный альбом шведской рок-группы Europe. Последний альбом группы перед распадом в 1992 году.

## Об альбоме
Это последний альбом группы, записанный с участием Ки Марселло. Также это последний альбом группы, выпущенный в XX веке. В 1992 году группа временно прекращает деятельность, и только в 2003 году в прессе опубликовалось заявление, что группа работает над новым альбомом и собирается организовать концертный тур. Следующий альбом Start from the Dark вышел в 2004 году.

## Список композиций
| №   | Название                             | Длительность |
| --- | ------------------------------------ | ------------ |
| 1.  | «All or Nothing»                     | 3:54         |
| 2.  | «Halfway to Heaven»                  | 4:06         |
| 3.  | «I'll Cry for You»                   | 5:21         |
| 4.  | «Little Bit of Lovin'»               | 4:48         |
| 5.  | «Talk to Me»                         | 4:06         |
| 6.  | «Seventh Sign»                       | 4:42         |
| 7.  | «Prisoners in Paradise»              | 5:36         |
| 8.  | «Bad Blood»                          | 4:19         |
| 9.  | «Homeland»                           | 4:51         |
| 10. | «Got Your Mind in the Gutter»        | 4:59         |
| 11. | «'Til My Heart Beats Down Your Door» | 3:47         |
| 12. | «Girl from Lebanon»                  | 4:20         |

| №   | Название           | Длительность |
| --- | ------------------ | ------------ |
| 13. | «Break Free»       | 4:05         |
| 14. | «Yesterday's News» | 5:27         |

## Участники записи
- Джоуи Темпест – вокал, клавишные
- Ки Марселло – гитара, бэк-вокал
- Джон Левен – бас-гитара
- Мик Микаэли – клавишные, бэк-вокал
- Ян Хоглунд – ударные, бэк-вокал

## Позиции в чартах
| Год  | Страна         | Позиция |
| ---- | -------------- | ------- |
| 1991 | Швеция         | 9       |
| 1991 | Норвегия       | 18      |
| 1991 | Швейцария      | 17      |
| 1991 | Великобритания | 61      |
| 1991 | Австрия        | 32      |
| 1991 | Нидерланды     | 60      |

## Сертификации
| Страна | Сертификация |
| ------ | ------------ |
| Швеция | Платиновый   |